# Gemäldegalerie Alte Meister

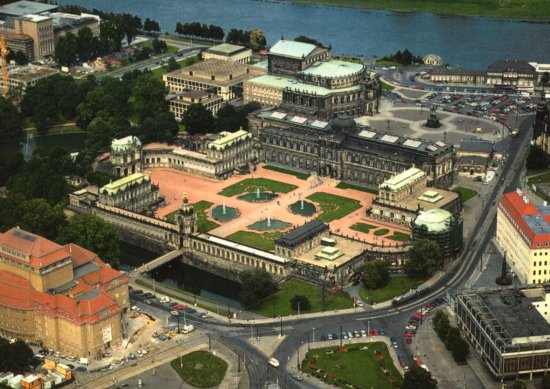
Vista aèria del Palau Zwinger. La pinacoteca és a l'ala estreta, llarga i fosca del Zwinger. Després de la galeria es troba el Semperoper.

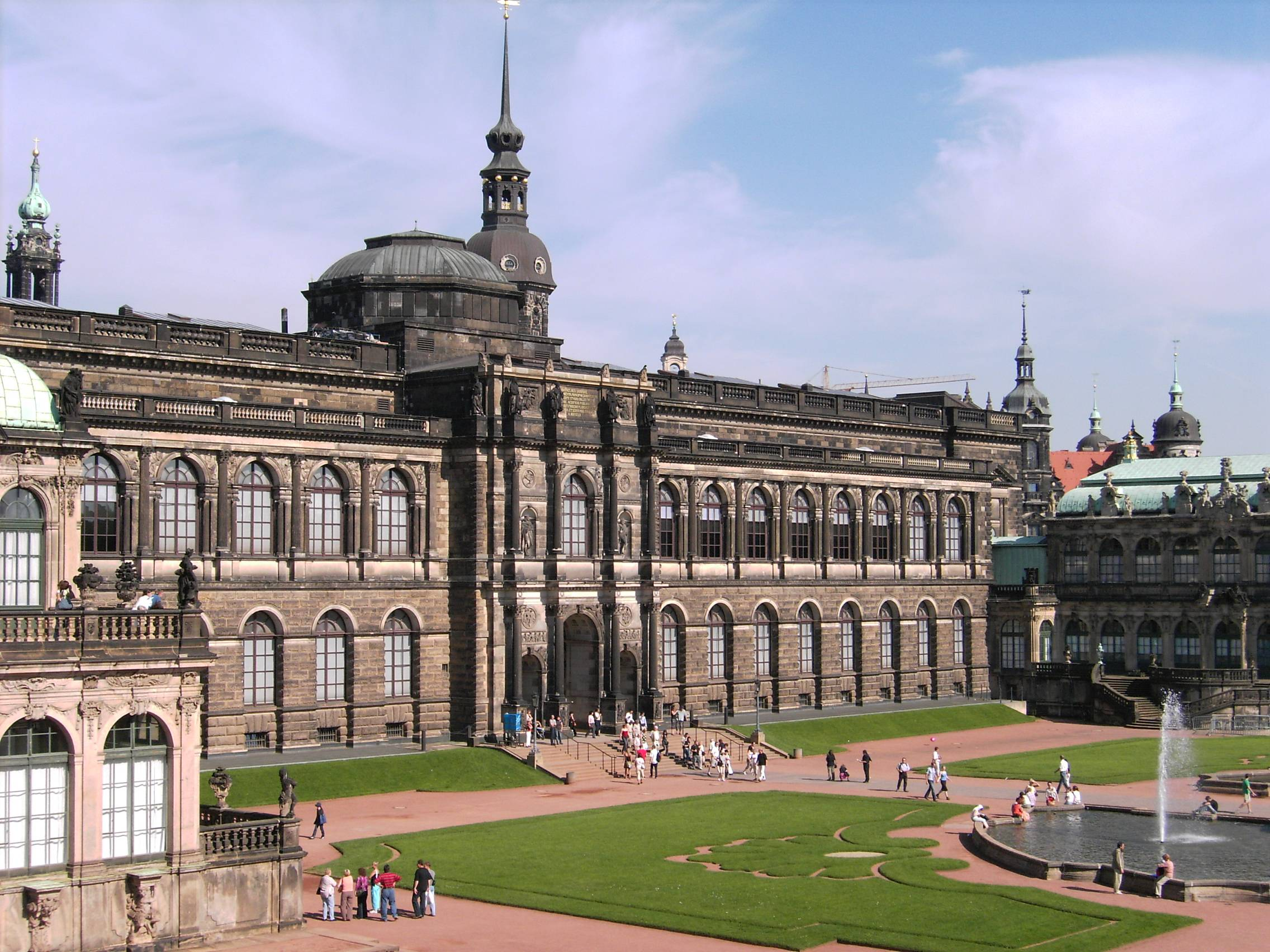
L'ala Semper amb la galeria, des de l'interior del Zwinger.

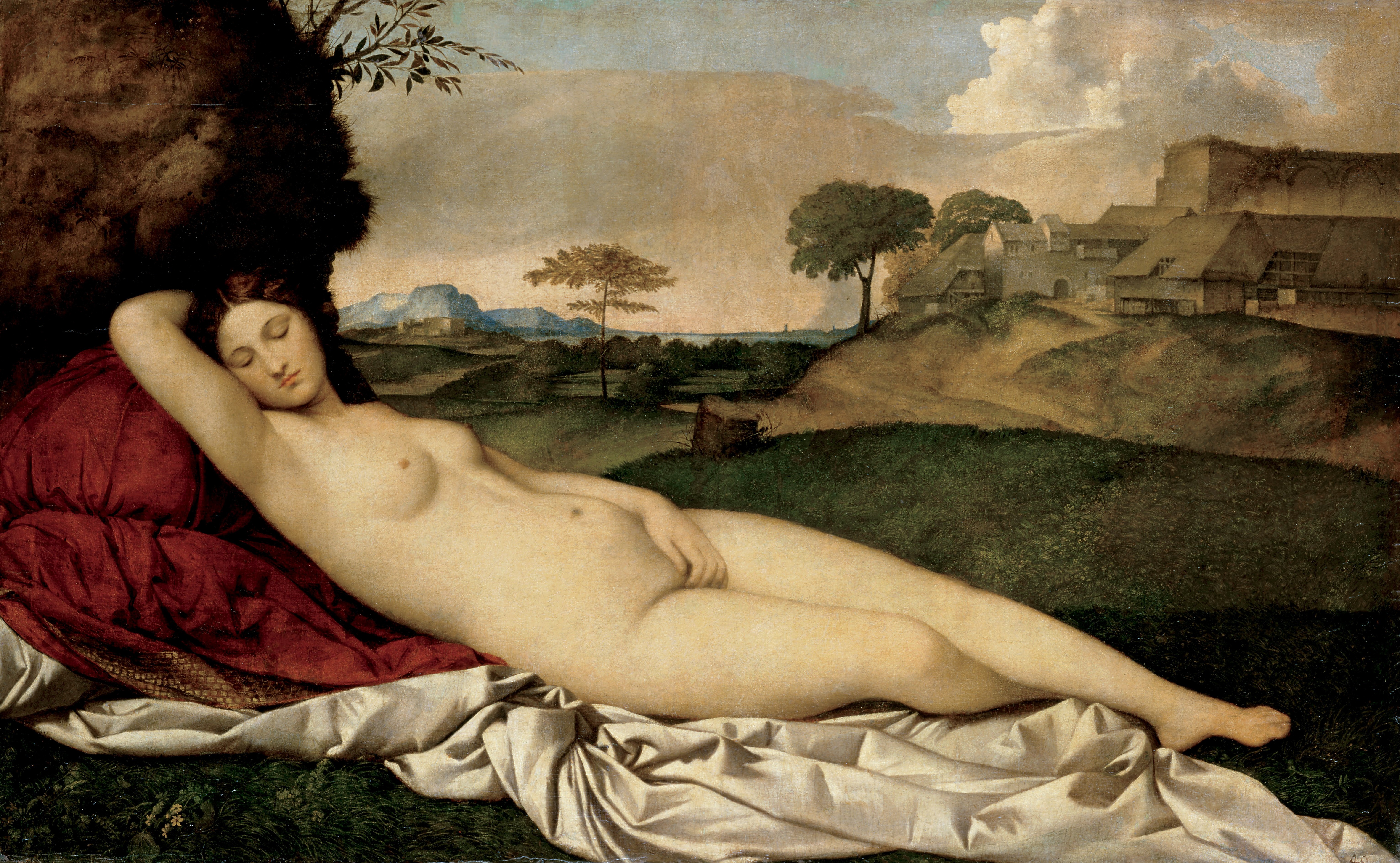
Venus adormida de Giorgione, h. 1510

La Galeria de Pintures dels Mestres Antics, oficialment i en alemany:Gemäldegalerie Alte Meister, és una pinacoteca situada a l'ala "Semper" del Palau Zwinger a Dresden, Alemanya. La pinacoteca té prop de 700 pintures que comprenen el període des del Renaixement al Barroc. Les obres van ser col·leccionades pels Electors de Saxònia August II i el seu fill August III durant la primera meitat del segle xviii. El 1746 el segon d'ells va comprar cent pintures del Duc de Mòdena, de manera que la galeria va obtenir fama a tot Europa.
La Gemäldegalerie Alte Meister és pare de les Col·leccions Nacionals de Dresden propietat de l'Estat Lliure de Saxònia, com la Galeria Neue Meister.

## Artistes
La pinacoteca inclou obres principals de pintors renaixentistes italians com Rafael, Giorgione i Ticià. Hi ha obres destacades del manierisme i del Barroc, així com obres neerlandeses del segle xvii de Rembrandt i els seus seguidors i obres flamenques de Rubens, Jordaens i Van Dyck.
- Alemanya
  - Albrecht Dürer: Retrat d'un jove.
  - Caspar David Friedrich: "La creu de la muntanya / Retaule Tetscher"
  - Lucas Cranach el Vell: Retaule de santa Caterina.
  - Hans Holbein el Jove: Retrat del senyor de Moretto.

- Espanya
  - Josep de Ribera: Diògenes
  - Bartolomé Esteban Murillo: La Verge i el Nen
  - Diego Velázquez: Retrat de Juan Mateos

- Flandes
  - Jan van Eyck: Tríptic de la Verge, sant Miquel i santa Caterina.
  - Rubens: La caça del senglar, Mercuri i Argos
  - Jacob Jordaens: Els familiars de Crist al sepulcre
  - Anthony van Dyck: Silè ebri

- França
  - Nicolas Poussin: El regne de Flora.
  - Antoine Watteau: Festa de l'amor.

- Grècia
  - El Greco: La curació del cec

- Itàlia:
  - Andrea Mantegna: Sagrada Família.
  - Rafael:  Madonna sixtina .
  - Giorgione: Venus adormida
  - Correggio: Adoració dels pastors(coneguda com "La Notte").
  - Ticià: El tribut del Cèsar, L'home de la palma, Retrat d'una dama amb ventall
  - Veronès: La Mare de Déu i la família Cuccina.
  - Bernardo Bellotto: especialment, les seves pintures de Dresden.
  - Canaletto: El Gran Canal de Venècia.
  - Giambattista Pittoni: Morte di Agrippina.
  - Giovanni Battista Tiepolo: La visió de santa Anna
  - Rosalba Carriera: La ballarina Barbarina Campani.

- Països Baixos
  - Rembrandt: Retrat de Saskia van Uijlenburgh, Ganimedes raptat per l'àguila.
  - Frans Hals: Retrat d'home
  - Willem Claesz Heda: Natura morta amb un pastís de móres.
  - Vermeer: L'alcavota, Noia llegint una carta.